# Upproret i Kosovo 1893
Upproret i Kosovo 1893 leddes av den albanske nationalisten Haxhi Zeka (en medlem i Prizrenförbundet) mot de osmanska turkarna. Även om striderna främst ägde rum i städerna Peja och Gjakova i västra Kosovo var Kosovos albanska befolkning solidarisk med upproret. De osmanska turkiska myndigheterna skickade iväg en stor militär styrka till Kosovo och lyckades att krossa det albanska upproret. Upprorsledaren Haxhi Zeka var nu tvungen att fly till Istanbul, där han arresterades och hölls fånge i några år.